# Albert IV de Wittelsbach
Albert IV de Wittelsbach o de Baviera-Munic, dit el Savi (Múnic, 15 de desembre de 1447 - 18 de març de 1508) (en alemany: Albrecht IV, der Weise, Herzog von Bayern), fou des de 1467 duc de Baviera-Múnic, i des de 1503 duc de Baviera (reunificada).

## Biografia
Albert era un fill d'Albert III, duc de Baviera i d'Anna de Brunswick-Grubenhagen-Einbeck. Inicialment va seguir la carrera eclesiàstica però després de la mort del seu germà major, Joan IV, quan només tenia 18 anys, va renunciar a la seva carrera i va tornar de Pavia a Múnic. El 1467 el seu germà Segimon va renunciar reservant-se només un territori menor que fou Baviera-Dachau; els seus germans Cristòfol i Wolfgang (aquest darrer també eclesiàstic) va renunciar seguidament (1493) i així Albert es va convertir en l'únic duc de l'antic territori de Baviera-Munic, excepte el territori de Bavieria-Dachau. Després de la mort de Segimon el 1501, Baviera-Dachau va tornar a Baviera-Múnic.
El matrimoni d'Albert IV amb Cunegunda d'Àustria va ser el resultat d'intrigues i enganys, però ha de ser considerat com una derrota per l'emperador Frederic III. Albert il·legalment va prendre el control d'alguns feus imperials i després li va demanar la mà de Cunegunda (que vivia a Innsbruck, lluny del seu pare), a la que va oferir donar-li els feus com a dot. Frederic va estar d'acord amb el principi, però després que Albert es va fer càrrec d'un nou feu, la ciutat de Regensburg o Ratisbona, l'emperador va retirar el seu consentiment. Però el 2 de gener de 1487, abans que la noia rebés l'avís del canvi de parer de Frederic, Cunegunda es va casar amb Albert. Una guerra només es va poder impedir per intermediació del fill de l'emperador, Maximilià. Albert finalment va decidir tornar les adquisicions territorials a Suàbia el 1492 per evitar una guerra amb els Habsburg i amb la Lliga de Suàbia. A continuació, també va haver d'abandonar Ratisbona que havia reunit amb Baviera el 1486 i va haver de renunciar a Àustria Anterior, quan l'arxiduc Segimon d'Habsburg va tractar d'entregar-la a Albert.
Després de la mort de l'últim duc de Baviera-Landshut (o Baviera-Landshut-Ingolstadt), Jordi de Wittelsbach, el 1503, Albert va aconseguir reunir la totalitat de Baviera en una guerra terrible contra els hereus de Jordi: la línia palatina de la seva pròpia família dels Wittelsbach, però va haver de transferir les zones més meridionals de Baviera-Landshut al seu cunyat l'emperador Maximilià com a compensació pel seu suport: Kufstein, Kitzbühel i Rattenberg va passar a Maximilià el 1506 i es van unir amb el comtat de Tirol. Per la branca palatinat es va crear un nou ducat, el del Palatinat-Neuburg.
Per evitar qualsevol futura divisió de Baviera, Albert va dictar l'eterna successió del príncep primogènit el 1506. No obstant això, el seu fill gran i successor, Guillem IV de Wittelsbach, va haver de compartir el seu poder des de 1516 en endavant, amb el seu germà petit, Lluís X. Després de la mort de Lluís el 1545, el decret va entrar en vigor fins al final de la monarquia bavaresa el 1918.
Albert està enterrat a l'Església de la Mare de Déu de Múnic.

## Matrimoni i fills
El 3 de gener de 1487 es va casar amb l'arxiduquessa Cunegunda d'Àustria, filla de Frederic III, emperador del Sacre Imperi Romanogermànic, i la seva esposa Eleonora de Portugal. Van tenir vuit fills:
- Sidònia (1 de maig de 1488-27 de marzo de 1505)
- Sibil·la (16 de juny 1489 - 18 d'abril de 1519), casada el 1511 amb Lluís V, Elector Palatí
- Sabina (24 d'abril de 1492 - 30 d'abril de 1564), casada el 1511 amb el duc Ulric I de Württemberg
- Guillem IV, duc de Baviera (13 de novembre de 1493 - 7 de març de 1550)
- Lluís X, duc de Baviera (18 de setembre de 1495 - 22 d'abril de 1545)
- Susana (1499 - 1500)
- Ernest de Baviera (13 de juny de 1500 - 1560), eclesiàstic a Passau (1517-1540), Colònia, Salzburg (1540-1554) i Eichstadt, també administrador i propietari del comtat de Kladsko a Silèsia (1549-1560)
- Susana (2 d'abril de 1502 - 23 d'abril de 1543), es va casar dues vegades:
  - el 1518 amb Casimir, marcgravi de Brandenburg-Bayreuth
  - el 1529 amb Otó Enric, Elector Palatí

Per la celebració de les noces d'Albert es va ampliar el castell de Grünwald el 1486/87 sota la direcció tècnica de Jörg von Weikertshausen.